# گلوله به سر (فیلم ۲۰۱۶)
گلوله به سر (به انگلیسی: Headshot) یک فیلم اکشن و رزمی محصول سال ۲۰۱۶ کشور اندونزی است که توسط کیمو استامبول و تیمو تیجاننتو کارگردانی شده‌است. ستاره فیلم ایکو اویس در نقش یک مرد دارای فراموشی که باید از یک سندیکای جنایی برای محافظت از دکتر (چلسی ایسلان) که زندگی اش را نجات داد، مبارزه کند. این فیلم در تاریخ ۹ سپتامبر ۲۰۱۶ در جشنواره بین‌المللی فیلم تورنتو اکران شد و توانست به طور کلی نظرات مثبت از منتقدان دریافت کند.

## بازیگران
- ایکو اویس
- چلسی ایسلند
- جولی استل
- دیوید هاندرووان
- زک لی